# Sandviksbadet, Karlskoga
Sandviksbadet är en sandstrand vid Svartälvens utlopp i sjön Möckeln, vid Sandviken i östra Karlskoga. Till vänster, med utsikt söderut, ligger träindustriföretaget Moelven.
Badplatsen är långgrund och under sommaren finns det även en kiosk på plats.
Badplatsen är tillgänglighetsanpassad och nås via en promenadväg från en parkeringsplats. Vattenkvaliteten, inklusive bakteriehalten, testas regelbundet av Karlskoga kommun.
När campingen vid Sandviksbadet etablerades 1963 var det Karlskogas första camping. Campingen var från början trestjärnig men 1987 sänktes den till tvåstjärnig och 1989 lades campingen ner.[källa behövs]
År 1991 tog volleybollklubben Towerbeach club över driften och 1992 hölls SM-slutspelet i beachvolleyboll i Sandviken.